# Kalki (romanzo)
Kalki è un romanzo di fantascienza dello scrittore statunitense Gore Vidal, pubblicato nel 1978.
Il romanzo, un attacco satirico alle religioni, oscilla tra fantasy e fantascienza e racconta la storia di un reduce della guerra del Vietnam che sostiene di essere il dio indù Kalki redivivo.

## Storia editoriale
Il romanzo è stato pubblicato per la prima volta a puntate nei numeri di marzo e aprile 1978 della rivista Playboy, ristampato in volume nello stesso anno.
L'opera è stata candidata nel 1979 al Premio Nebula per il miglior romanzo

## Altri media
Nel 1982 Mick Jagger aveva in programma di produrre e interpretare un film tratto dal romanzo, con il supporto dell'attore Alec Guinness e del regista Hal Ashby. Il progetto fu abbandonato quasi subito per motivi economici.

## Edizioni
- (EN) Gore Vidal, Kalki 1/2, in Playboy, n. 25-3, marzo 1978.
- (EN) Gore Vidal, Kalki 2/2, in Playboy, n. 25-4, aprile 1978.
- (EN) Gore Vidal, Kalki, New York, Random House, 1978, ISBN 978-0-394-42053-0.
- (BG) Gore Vidal, Kalki, traduzione di Pavel Glavoussanov, Izbrani romani, n. 8, Sofia, Harodna kultura, 1979.
- Gore Vidal, Kalki, traduzione di Pier Francesco Paolini, Letteraria Bompiani, Bompiani, 1980.